# Ptychoglossus bilineatus
Espèce
Ptychoglossus bilineatus est une espèce de sauriens de la famille des Gymnophthalmidae.

## Répartition
Cette espèce se rencontre en Colombie et en Équateur.

## Description
Le mâle holotype mesure 97 mm de longueur totale dont 53 mm de longueur standard et 44 mm de queue.

## Publication originale
- Boulenger, 1890 : First report on additions to the lizard collection in the British Museum (Natural History). Proceedings of the Zoological Society of London, vol. 1890, p. 77-86 (texte intégral).